# 18918 Нішашах
18918 Нішашах (18918 Nishashah) — астероїд головного поясу, відкритий 31 липня 2000 року.